# تحكيم (بين الزوجين)
التحكيم بين الزوجين من الطرق الشرعية لحل الخلافات الزوجية ولمعالجة المشكلات الأسرية، ورفع الضرر ودفع أسباب النفور نتيجة لما قد يحصل بين الزوجين من النشوز أو الشقاق، فعند وصول النزاع بينهما إلى مرحلة متقدمة يحتاج معها الزوجان إلى دخول طرف ثالث، قال الله عز وجل: ﴿وَإِنْ خِفْتُمْ شِقَاقَ بَيْنِهِمَا فَابْعَثُوا حَكَماً مِنْ أَهْلِهِ وَحَكَماً مِنْ أَهْلِهَا إِنْ يُرِيدَا إِصْلَاحاً يُوَفِّقِ اللَّهُ بَيْنَهُمَا إِنَّ اللَّهَ كَانَ عَلِيماً خَبِيراً ﴾.والتحكيم من الإجراءات التي قد يسلكها القضاة عند الخلاف بين الزوجين قال ابن العربي: (مسألة الحكمين نص الله عليها وحكم بها عند ظهور الشقاق بين الزوجين، واختلاف ما بينهما. وهي مسألة عظيمة اجتمعت الأمة على أصلها في البعث، وإن اختلفوا في تفاصيل ما ترتب عليه).

## مفهوم التحكيم

### التحكيم لغة
الحكم: القضاء، وحكّمه في ماله (تحكيماً)، إذا جعل إليه الحكم فيه (فاحتكم) عليه في ذلك. واحتكموا إلى الحاكم و (تحاكموا) بمعنى.(وحكموه بينهم: أمروه أن يحكم. ويقال: حكّمنا فلانا فيما بيننا أي أجزنا حكمَه بيننا). وفي القاموس المحيط:«التحكيم: تصييرغيره حاكما».

### التحكيم اصطلاحاً
«التحكيم: توليه الخصمين حاكما يحكم بينهما» ، قال ابن تيميه:«التحكيم عبارة عن اتخاذ الخصمين حاكما برضاهما لفصل خصومتهما ودعاواهما».

## التحكيم في القرآن
تكررت مادة (حكم) ومشتقاتها في القرآن أكثر من مائتي مرة منها بمعنى القضاء بين الناس وفصل منازعاتهم العامة والخاصة بالقسط كقوله تعالى: ﴿وإذا حكمتم بين الناس أن تحكموا بالعدل﴾، وبمعنى البيان والحكم لخلافاتهم حول الإله والكون والمبدأ والمصير، والقضايا الإنسانية كقوله تعالى:﴿إنا أنـزلنا إليك الكتاب بالحق لتحكم بين الناس بما أراك الله  ﴾ . وورد بلفظ (يحكموك) في قوله تعالى:﴿فلا وربك لا يؤمنون حتى يحكموك فيما شجر بينهم ثم لا يجدوا في أنفسهم حرجاً مما قضيت ويسلموا تسليما﴾، وبلفظ (يحكمونك) في قوله تعالى:﴿وكيف يحكمونك وعنهم التوراة فيها حكم الله﴾. وبلفظ (حكماً) ثلاث مرات وهي قوله تعالى:﴿وإن خفتم شقاق بينهما فابعثوا حكماً من أهله وحكماً من أهلها إن يريدا إصلاحاً يوفق الله بينهما﴾ ، والمراد بالحكم هنا من يرتضيه الزوج أو الزوجة للفصل بينهما بعدل، أو من يختاره ولي الأمر أو من ينوب عنه من القضاة من أهل الزوجين للفصل في شقاق بينهما. ومنها قوله تعالى: ﴿ أفغير الله أبتغي حكماً وهو الذي أنزل إليكم الكتاب مفصلاً ﴾، أي حكماً يرجع إليه في الحكم والقضاء ولا يختلف الأمر عن السنة حيث وردت هذه الكلمة ومشتقاتها كثيراً بهذه المعاني المذكورة.

## الفرق بين القاضي والمحكم
1. القضاء ولاية عامة مناطة بالدولة، والقاضي أعلى رتبة من المحكم، كما أن التحكيم ولاية خاصة أقل من ولاية القضاء.كما أن القاضي يحكم في قضايا متعددة أما المحكم فلا يحكم إلا في الخلاف بين الزوجين.
2. يستطيع القاضي نقض حكم المحكم، ولا يستطيع المحكم نقض حكم القاضي.
3. الدولة تختار القاضي، أما المحكم فيختاره الخصوم.
4. للقاضي صلاحيات واسعة كالعقاب بالحبس ونحوه، وأما المحكم فصلاحياته محدودة، وحكمه يُعرض على القضاء لإثباته.[8]
5. يملك الخصوم عزل المحكم قبل حكمه، وأما القاضي فلا يملك الخصوم عزله قبل الحكم ولا بعده.
6. لا يلزم حكم المحكم إلا لمن رضي بحكمه.
7. لايجوز للقاضي أن يحكم لنفسه ولا لأصله ولا لفرعه وزوجته، أما المحكم فله أن يحكم لنفسه ولأصله ولفرعه.[9][10]

## حكم التحكيم في الإسلام
التحكيم بين الزوجين مشروع بالكتاب والسنة والاجماع:
1. في القرآن: فقوله تعالى: ﴿وَإِنْ خِفْتُمْ شِقَاقَ بَيْنِهِمَا فَابْعَثُوا حَكَمًا مِّنْ أَهْلِهِ وَحَكَمًا مِّنْ أَهْلِهَا إِن يُرِيدَا إِصْلَاحًا يُوَفِّقِ اللَّهُ بَيْنَهُمَا ۗ إِنَّ اللَّهَ كَانَ عَلِيمًا خَبِيرًا﴾، قال القرطبي: «إن هذه الآية دليل اثبات التحكيم، وليس كما تقول الخوارج انه ليس تحكيم لاحد سوى الله تعالى. وهذه كلمة حق ولكن يريدون بها الباطل».[11]
2. وفي السنة: فإن رسول الله رضي بتحكيم سعد بن معاذ في أمر اليهود من بني قريظة، حين جنحوا إلى ذلك ورضوا بالنزول على حكمه.[12]
3. وفي الإجماع: فقد تحاكم عمر وأبي بن كعب في نخل تنازعا عليه إلى زيد بن ثابت، وكذلك فعل جمع من كبار الصحابة في منازعات وقعت بينهم فكان إجماعًا.

العدل في التعامل بين الزوجين أساس الحياة الزوجية السعيدة

## متى يلجأ إلى التحكيم
الأصل أن يحل الزوجان خلافهما بينهما دون تدخل أطراف خارجية، ولكن متى ما استفحل النزاع وادعى كل زوج حقه وتعذر عليهما الوصول إلى حل يرضيان به، فإنه يشرع لهما التحكيم.وقد اختلف الفقهاء في الحالة التي يشرع فيها بعث الحكمين على أقوال منها:
- القول الأول: بعد استنفاد الزوج وسائل معالجة النشوز (الوعظ، الهجر).
- القول الثاني: في حال اشتباه حال الزوجين حتى لا يعرف من هو الناشز،	قال الجصاص: (فإذا اختلفا وادعى النشوز وادعت هي عليه ظلمه وتقصيره في حقوقها، حينئذ بعث الحاكم حكما من أهله وحكما من أهلها ليتوليا النظر فيما بينهما ويردا إلى الحاكم ما يقفان عليه من أمرهما).[13]
- القول الثالث: مشروعية التحكيم بين الزوجين في كل خلاف: وهذا قول أبي زهرة حيث يرى ان بعث الحكمين يجب عند كل خلاف، عرف المسيء منهما أو لم يعرف، تكررت الدعوى أو لم تتكرر، فيقول: (والحق أن تحكيم الحكمين واجب عند كل خلاف بين الزوجين وذلك بنص القران).[14]

## مَن هو المخاطب ببعث الحكمين؟
من هو المخاطب في قوله تعالى ﴿وإن خفتم شقاق بينهما فابعثوا﴾. ومن هو المكلف بالبعث عند خوف الشقاق؟ ذهب جمهور الفقهاء إلى أن الحاكم هو المخاطب ببعث الحكمين في قوله تعالى (فابعثوا) ، قال ابن قدامة: (والزوجان إذا وقعت بينهما العداوة وخشي عليهما أن يخرجهما ذلك إلى العصيان بعث الحاكم حكماً من أهله وحكماً من أهلها مأمونين برضا الزوجين وتوكيلهما بأن يجمعا إذا رأيا أو يفرقا فما فعلا من ذلك لزمهما)، وقيل المخاطب هما الزوجان، وقيل للأولياء (لأهل الزوجين).

## شروط الحكمين
إن طبيعة المهمة التي يقوم بها الحكمان وأهميتها تتطلب أن يكون الحكمان من أهل الخبرة، والحكمة، والصلاح، والمعرفة بشئون الصلح؛ لتُحفظ البيوت والأسـر مـن التصدع، والأطفال من التشرد ، ونظراً لأهمية عمل الحكمين في طلب الإصلاح، وما يترتب على ذلك من أثر على الأسرة؛ فقد وضع الشارع شروطاً للحكمين المرشحين لهذه المهمة، ليقوما بمهمتهما على أكمل وجه ومن هذه الشروط: 

### أن يكونا من أهل الزوجين
وهذا الشرط جاء منصوصا عليه في آية التحكيم، ولكون أهل الزوجين هم أحرص الناس على مصلحتيهما، وأكثرهم معرفة بحاليهما، بالإضافة إلى أنهم من أقرب الناس إليهما فيستطيعان أن يتابعا ويشرفا عليهما مما يساعد على نجاح الطرفين في تجاوز أزمتهما وحل نزاعهما.ولكن اتفق الفقهاء على جواز بعث الحكمين من غير الأهل عند عدم وجـود الأهـل، أو تعـذر بعثهم، لعدم توافر شروط الحكَمين فيهم وهو قول الجمهور من المالكية، والشافعية، الحنابلة.

### العقل والبلوغ والإسلام
قال ابن قدامة (لإن هذه من شروط العدالة سواء كان حاكمين أو وكيلين)

## إجراءات التحكيم بين الزوجين
تتلخص مهمة الحكمين في هدفين رئيسين هما: الإصلاح أو التفريق.وهذه بعض الإجراءات التنفيذية التي يمكن الوصول من خلالها إلى ذلك:

### التعرف على أسباب الشقاق
ويمكن الوصول اليها عن طريق:
1. خلو الحكمين بالزوجين كل على حدة للتعرف على أسباب الشقاق كل حسب وجهة نظره.
2. إشعار الحكمين للطرفين بأهمية الحياة الزوجية، وأن الحفاظ على لحمتها تحتاج من الطرفين أن يتنازل كل منهما عن بعض حقوقه من أجل مصلحة الأسرة لاسيما مع وجود الأبناء.
3. تذكير الزوجين بحسنات الطرف الآخر، قال الله تعالى:(وَلَا تَنسَوُا الْفَضْلَ بَيْنَكُمْ)، وأن الإرادة الصادقة من أكبر أسباب الإصلاح، وتوفيق الله لهما وتأليفه بينهما كما قال تعالى: (إِنْ يُرِيدَا إِصْلَاحاً يُوَفِّقِ اللَّهُ بَيْنَهُمَا) فقد جاء في تفسيرها أنهما الزوجان، قال الرازي: (في قوله تعالى (إن يريدا) وجوه ...الثالث: إن يرد الزوجان إصلاحا يوفق الله بين الزوجين .الرابع: إن يرد الزوجان إصلاحا يوفق الله بين الحكمين حتى يعملا بالصلاح).[23]
4. التعرف على ما يكنّه كل طرف للآخر، وقد ذكر القرطبي طريقة يتعرف بها الحكمان على ما يكنه كل طرف لصاحبه فقال: (إن الحكم من أهل الزوج يخلو به ويقول له: أخبرني بما في نفسك أتهواها أم لا حتى أعلم مرادك؟، فإن قال: لا حاجة لي فيها، خذ منها ما استطعت وفرّق بيني وبينها، فيعرف أن من قبله النشوز).[24]

### اجتماع الحكمين وحدهما
```
وفي هذه الخطوة يتم تباحث الحكمان في:
```

1. اطلاع كل واحد من الحكمين على أسباب الشقاق في ضوء ما سمعه من صاحبه (الزوج /الزوجة).
2. تحديد مسئولية كل طرف .
3. التشاور في كيفية العلاج، وما يجب على كل طرف من اطراف الشقاق أن يفعله لرفع الشقاق وحفظ الرابطة الزوجية.

### بيان الحكمين للزوجين ما يجب عليهما
```
يعود كل حكم لصاحبه (الزوج أو الزوجة) ليبين له مدى مسئوليته في حصول الشقاق وما يجب عليه فعله حفظا للحمة الأسرة.
[
25
]
```

## وصلات خارجية
- التحكيم في الشقاق بين الزوجين في الفقه الإسلامي، وائل طلال سكيك، موقع الجامعة الإسلامية بغزة.
- التحكيم بين الزوجين في الفقه الإسلامي وقانون الأحوال الشخصية الإماراتي، محمد النور، جامعة الشارقة.